# Thiết kế đô thị
Thiết kế đô thị (tiếng Anh: urban design) là việc cụ thể hóa nội dung quy hoạch chung, quy hoạch chi tiết xây dựng đô thị về mặt tổ chức không gian chức năng bên ngoài công trình, bố cục không gian, tạo cảnh và trang trí trong không gian đô thị; hình thành và cải thiện môi trường; hoàn thiện thiết bị bên ngoài. Như vậy, bản chất của thiết kế đô thị là thiết kế kiến trúc của không gian đô thị.

## Nội dung
- Sắp xếp hợp lý các chức năng sử dụng trong không gian đô thị[cần dẫn nguồn].
- Tạo hình thể/hình khối không gian, dáng dấp của công trình bao quanh không gian[cần dẫn nguồn]. Hai vấn đề này có mối quan hệ chặt chẽ, tương hỗ lẫn nhau. Nếu hình khối lõm (theo phương ngang, đứng) thì hình thể không gian bị lồi và ngược lại. Đường nét tạo hình khối cũng chính là đường nét tạo hình thể không gian.
- Trang trí không gian, bố cục chất liệu, đường nét, màu sắc... trong không gian[cần dẫn nguồn]. Bao gồm trang trí bề mặt công trình bao quanh không gian như mặt phố, bề mặt công trình bao quanh quảng trường; bề mặt nền.

## Sản phẩm
Thiết kế đô thị có 3 dạng sản phẩm: các bản vẽ thiết kế; các quy định, hướng dẫn; các thể chế thực hiện. Các sản phẩm này không thể tách rời trong quá trình thực hiện.
- Bản vẽ thiết kế đa dạng theo tính chất của các khu vực chức năng trong đô thị, trong các cấp độ từ tổng thể đến chi tiết; từ các đề xuất về cảnh quan tổng thể, phân vùng cảnh quan và không gian lớn đến các giải pháp về tuyến, trục cảnh quan, tổ hợp các không gian nhỏ hơn và các đề xuất liên quan đến các công trình kiến trúc như màu sắc, vật liệu, tầng cao... Hàm lượng về nội dung thiết kế đô thị, việc quan tâm đến các khía cạnh xã hội, tiện nghi trong không gian trong mỗi một loại hình đồ án là không giống nhau.
- Các quy định, hướng dẫn trong thiết kế đô thị khác nhau về mức độ chặt chẽ, thể chế hóa theo tính chất của từng khu vực, từng đối tượng quản lý.
- Về thể chế, thiết kế đô thị đưa ra quy định có những điều khoản bắt buộc và những điều khoản khuyến khích thực hiện. Các thể chế đi kèm là những biện pháp cụ thể để đảm bảo cho những điều khoản bắt buộc hoặc khuyến khích đó được thực hịên. Các thể chế nghiêm khắc như phá dỡ công trình nếu vi phạm giấy phép xây dựng là điều khoản bắt buộc phải tuân theo. Các chính sách về thuế, về lệ phí xây dựng …áp dụng cho các điều khoản khuyến khích.

Ví dụ như việc xây dựng nhà cao tầng ở các khu vực không khuyến khích sẽ phải chịu chi phí thuế xây dựng lớn hơn ở các khu vực khuyến khích. Người xây nhà sử dụng màu đậm có thể bị đánh thuế cao hơn so với người sử dụng màu nhạt, sáng là màu khuyến khích sử dụng. Phong cách kiến trúc cũng có thể áp dụng tương tự.

## Phân biệt với quy hoạch cảnh quan
Cần phân biệt thiết kế đô thị với quy hoạch cảnh quan.
Quy hoạch cảnh quan là việc tạo ra không gian chính đô thị, tức là chỉ thể hiện ở chỉ giới xây dựng và tầng cao trung bình xung quanh của các ô đất; bố cục các mảng thiên nhiên cây xanh, mặt nước, đồi gò trong không gian ấy.
Quy hoạch cảnh quan và thiết kế cảnh quan là hai lĩnh vực chủ yếu của kiến trúc cảnh quan.